# Félicien Kabuga
 Félicien Kabuga (Byumba, 1 de marzo de 1933) es un genocida ruandés, acusado de financiar y participar en el genocidio de Ruanda. Nació en Muniga, en la comuna de Mukarange, prefectura de Byumba, Ruanda, a unos 30 kilómetros de la frontera entre Uganda y Ruanda. Kabuga amasó su fortuna con la posesión de plantaciones de té en el norte de Ruanda, entre otras iniciativas empresariales. Era multimillonario y estaba estrechamente conectado al Movimiento Republicano Nacional para la Democracia y el Desarrollo de Juvénal Habyarimana y a Akazu, un grupo informal de extremistas hutus del norte de Ruanda especialmente implicado en el genocidio de Ruanda.  
Supuestamente Kabuga también estaba muy implicado en la fundación y financiación de la emisora RTLM, así como de la revista Kangura. En 1993, en una reunión de recaudación de fondos para RTLM organizada por MRND, supuestamente Félicien Kabuga definió públicamente el propósito de RTLM como la defensa de poder hutu . Durante el llamado "juicio de los medios" del Tribunal Penal Internacional para Ruanda, el antiguo presentador de RTLM Georges Rugg declaró que Kabuga era "Presidente Director general" de la emisora, con funciones como "presidir RTLM" y "representar RTLM . " 
Entre enero de 1993 y marzo de 1994, un total de 500.000 machetes fueron importados a Ruanda, estadísticamente uno para cada tres adultos hutus en el país. Kabuga ha sido señalado como uno de los principales importadores de estos machetes.

## Vida personal
Kabuga está casado con Josephine Mukazitoni. Dos de sus hijas están casadas con dos de los hijos de Habyarimana.

## Acusación del TPIR
El 29 de agosto de 1998, la fiscal del Tribunal Penal Internacional para Ruanda, Carla Del Ponte procesó a Kabuga. En la acusación modificada del 1 de octubre de 2004, el fiscal Hassan Bubacar Jallow acusó Kabuga de: 
- Conspiración para cometer genocidio
- Genocidio, o alternativamente
- Complicidad en el genocidio
- Incitación directa y pública a cometer genocidio
- Exterminio como crimen contra la humanidad.[7]

## Vida como fugitivo
En junio de 1994, después de que Ruanda fue conquistada por el Frente Patriótico Ruandés, Kabuga huyó del país. Primero intentó quedarse en Suiza, pero se le ordenó salir. Fue a Kinshasa ( República Democrática del Congo, y más tarde se creía que residía en Nairobi (Kenia). 
En septiembre de 1995, antes de que fuera acusado y antes de ser señalado como sospechoso de planificar el genocidio, Kabuga había registrado un negocio llamado Agencia Nshikabem en Nairobi, que operaba fuera de la zona de Kilimani situada en la calle Lenana de Nairobi.
En un discurso pronunciado el 28 de agosto de 2006, durante su visita a Kenia, el entonces senador Barack Obama acusó a Kenia de "Permitirle [Kabuga] comprar un refugio seguro". El gobierno de Kenia negó estas acusaciones y describió el alegato de Obama respecto Kabuga como "un insulto a la gente de este país."  
Según unos informes de junio de 2008 de un bloguero con sede en Noruega que se hace llamar African Press International (API), Kabuga estaba escondido en Oslo, y podría estar tratando de entregarse. Las autoridades descartaron esta afirmación considerándola un fraude.
La cadena de noticias keniana KTN informó el 14 de junio de 2008 que Kabuga había sido arrestado por la Policía de Kenia el día anterior y que estaba encerrado en la comisaría de Gigiri en Nairobi . Más tarde, el sospechoso resultó ser un profesor universitario local, no Kabuga como se pensaba, y puesto en libertad. Se sospechaba que Kabuga estaba en Kenia, dedicado a los negocios gozando de la protección de algunos miembros del gobierno de Kenia o de algunas figuras influyentes del país.  
Fue detenido en París el 16 de mayo de 2020 a los 84 años. Al parecer vivía en las afueras de la capital francesa bajo una falsa identidad.
En octubre de 2020 Ruanda perdió una batalla de extradición contra Francia.